# Gorgonia cribrum
Gorgonia cribrum is een zachte koraalsoort uit de familie Gorgoniidae. De koraalsoort komt uit het geslacht Gorgonia. Gorgonia cribrum werd in 1846 voor het eerst wetenschappelijk beschreven door Valenciennes. 